# Laure Ali
Annabel Laure Ali (Yagoua, 4 de març de 1985) és una esportista camerunesa que competeix en lluita estil lliure, guanyadora de dues medalles als Jocs Panafricans entre els anys 2007 i 2015. Ha guanyat vuit medalles en el Campionat Africà de Lluita entre els anys 2008 i 2016.
Va obtenir dues medalles de plata en els Jocs de la Mancomunitat en 2010 i 2014.
Va participar en tres Jocs Olímpics d'Estiu, aconseguint un 5è lloc a Rio de Janeiro 2016 en la categoria 75 kg, un 7è lloc a Londres 2012 i un 16è a Pequín 2008 en la categoria 72 kg.

## Palmarès internacional
| Jocs Panafricans        | Jocs Panafricans              | Jocs Panafricans | Jocs Panafricans |
| Any                     | Lloc                          | Medalla          | Categoria        |
| ----------------------- | ----------------------------- | ---------------- | ---------------- |
| 2007                    | Alger ( Algèria)              | 2                | Lliure 72 kg     |
| 2015                    | Brazzaville ( Rep. del Congo) | 1                | Lliure 75 kg     |
| Campionat Africà        |                               |                  |                  |
| Any                     | Lloc                          | Medalla          | Categoria        |
| 2008                    | Tunísia ( Tunísia)            | 3                | Lliure 72 kg     |
| 2009                    | Casablanca ( Marroc)          | 1                | Lliure 72 kg     |
| 2010                    | el Caire ( Egipte)            | 1                | Lliure 72 kg     |
| 2011                    | Dakar ( Senegal)              | 1                | Lliure 72 kg     |
| 2012                    | Marrakech ( Marroc)           | 2                | Lliure 72 kg     |
| 2014                    | Tunísia ( Tunísia)            | 1                | Lliure 75 kg     |
| 2015                    | Alexandria ( Egipte)          | 1                | Lliure 75 kg     |
| 2016                    | Alexandria ( Egipte)          | 2                | Lliure 75 kg     |
| Jocs de la Mancomunitat |                               |                  |                  |
| Any                     | Lloc                          | Medalla          | Categoria        |
| 2010                    | Deli ( Índia)                 | 2                | Lliure 72 kg     |
| 2014                    | Glasgow ( Escòcia)            | 2                | Lliure 75 kg     |